# Innerfeldtal
Innerfeldtal (italsky Val Campo di Dentro) je malé, dlouhé, půlměsícovité boční údolí nacházející se v nejvýchodnější části Jižního Tyrolska, kde se odděluje na jih od údolí Sextental nedaleko od vodní nádrže na potoce Sextner Bach. Samotné údolí Innerfetdtal není ze silnice v údolí Sextental viditelné. Údolí leží na území obce San Candido a z větší části je chráněno v přírodním parku Drei Zinnen.

## Poloha a význam
Údolí Innerfeldtal se nachází v Sextenských Dolomitech mezi horami Haunold a Birkenkofel na západě a Dreischusterspitze na východě.
Údolí je známé i mimo region pro své malebné modřínové lesy a louky při vstupu do údolí a rozmanitost alpské květeny, která se zde také vyskytuje. Cesta údolím vede k symbolu Sextenských Dolomit v přírodním parku Drei Zinnen kolem některých vrcholů tvořících Sextenské sluneční hodiny. Z parkoviště Innerfeldtal v nadmořské výšce 1509 m se stoupá do závěru údolí cestou kolem horské chaty Dreischusterhütte ležící pod vrcholem Dreischusterspitze. Ze závěru údolí se po výstupu komínovým žlebem zajištěným ocelovými lany objevují výhledy na nápadný hřeben Drei Zinnen - symbol Sextenských Dolomit.
Do závěru údolí vedou turistické trasy č. 105 na Gwengalpenjoch (2246 m), trasa č. 8 přes Birkenschartl (2540 m) a č. 10 přes Große Wildgrabenjoch (2289 m) nebo Schwalbenkofel (2856 m). Trasa č. 9 se napojuje na trasu č. 10 přes Lückele-Scharte (2545 m) a podél jezera Mitteralpsee.

## Historie
Údolí Innerfeldtal s osadou Kalkofen (Chalchouen, Kalchouen) u vstupu do údolí je doloženo v záznamu kláštera Innichen z doby kolem roku 1200.

## Galerie

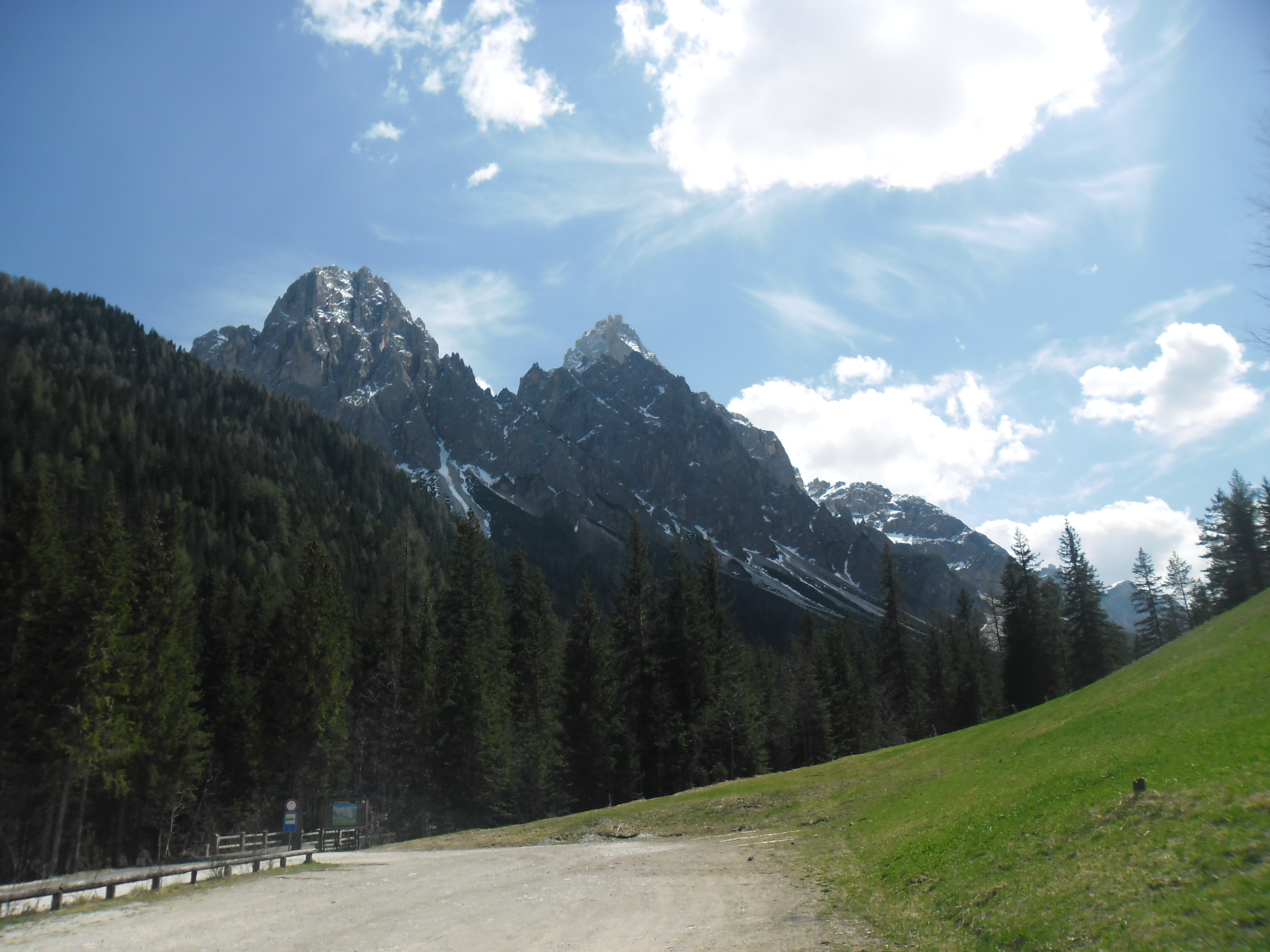
parkoviště
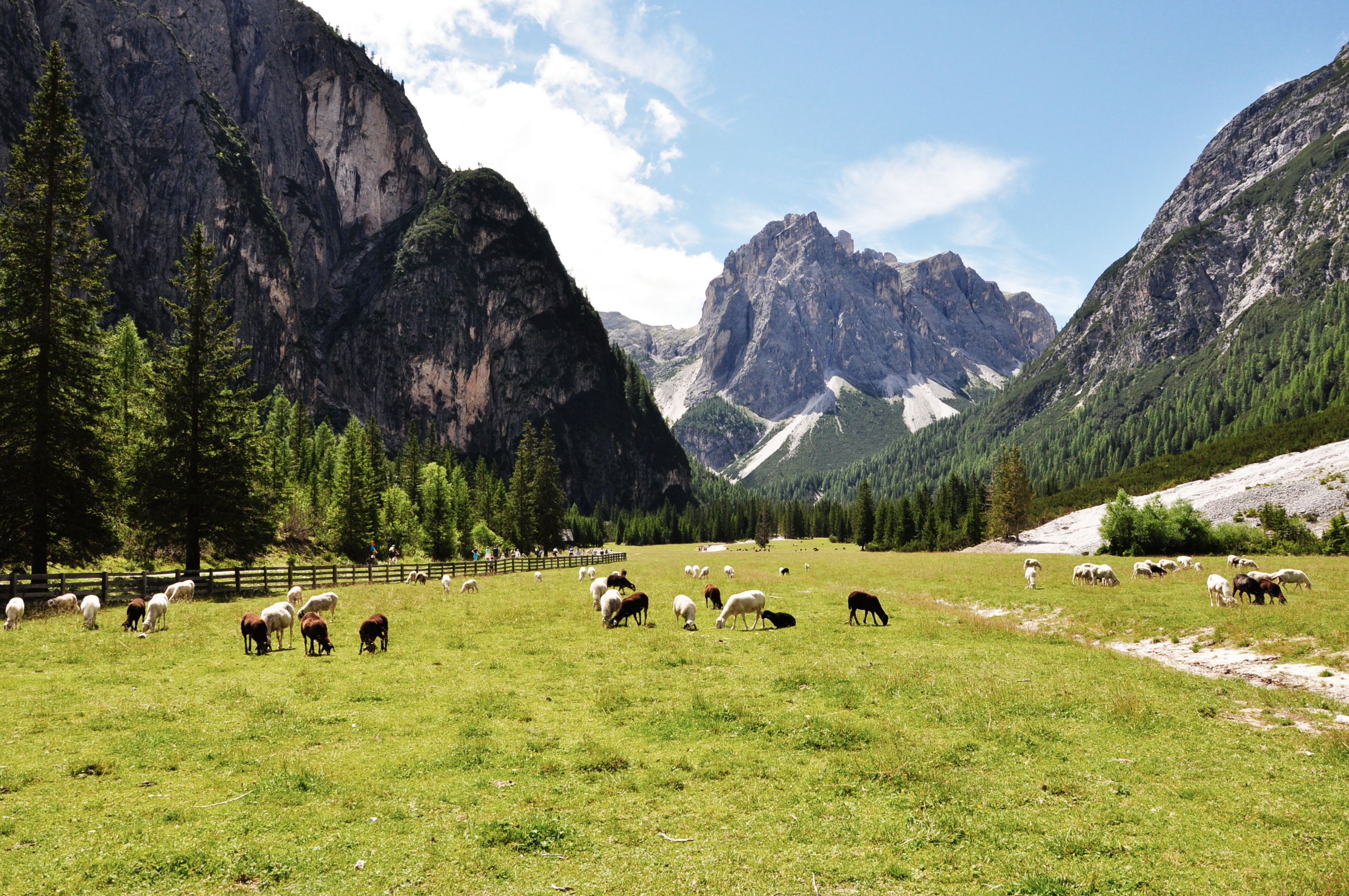
Údolí Innerfeldtal
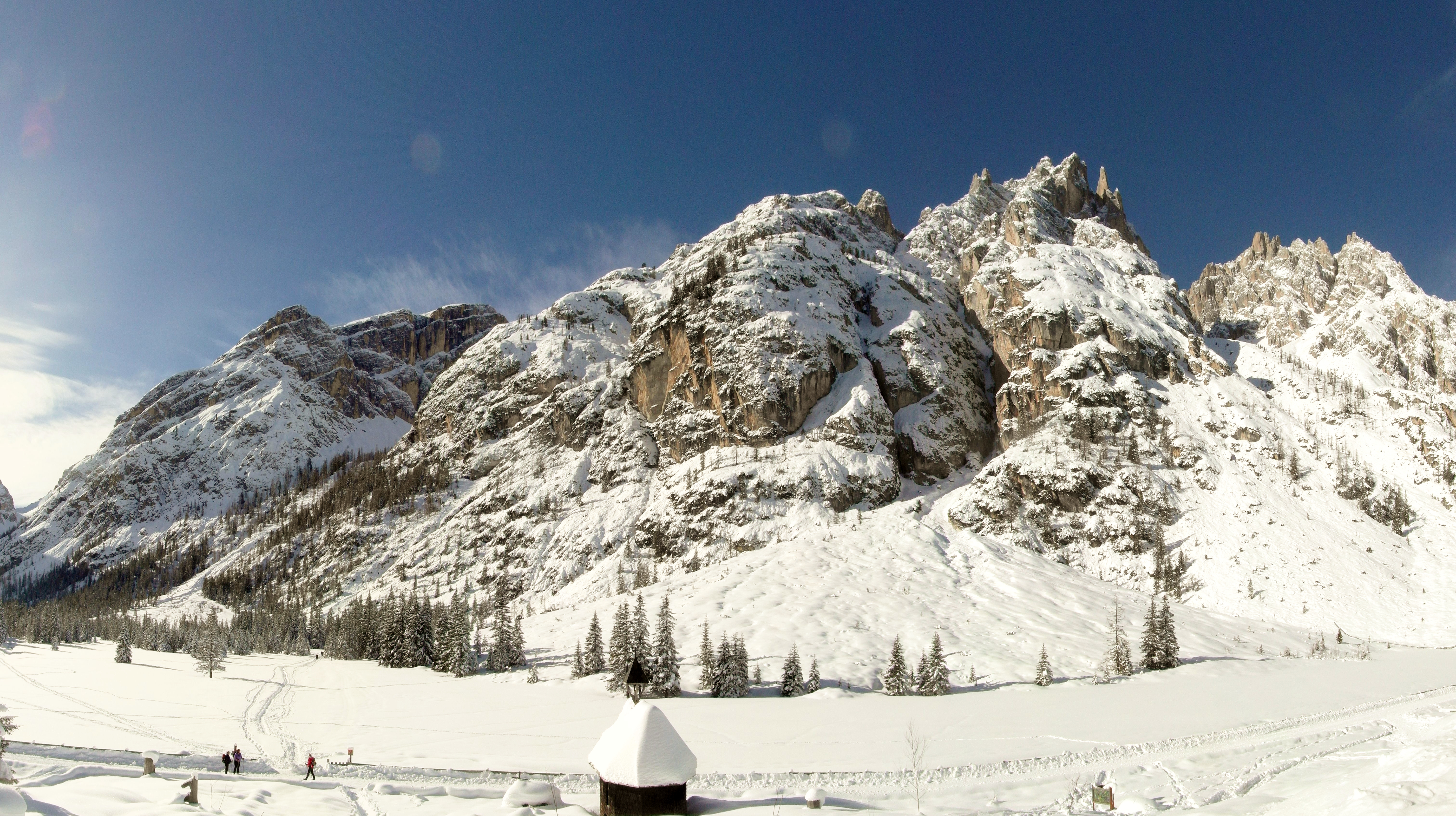
Údolí Innerfeldtal v zimě
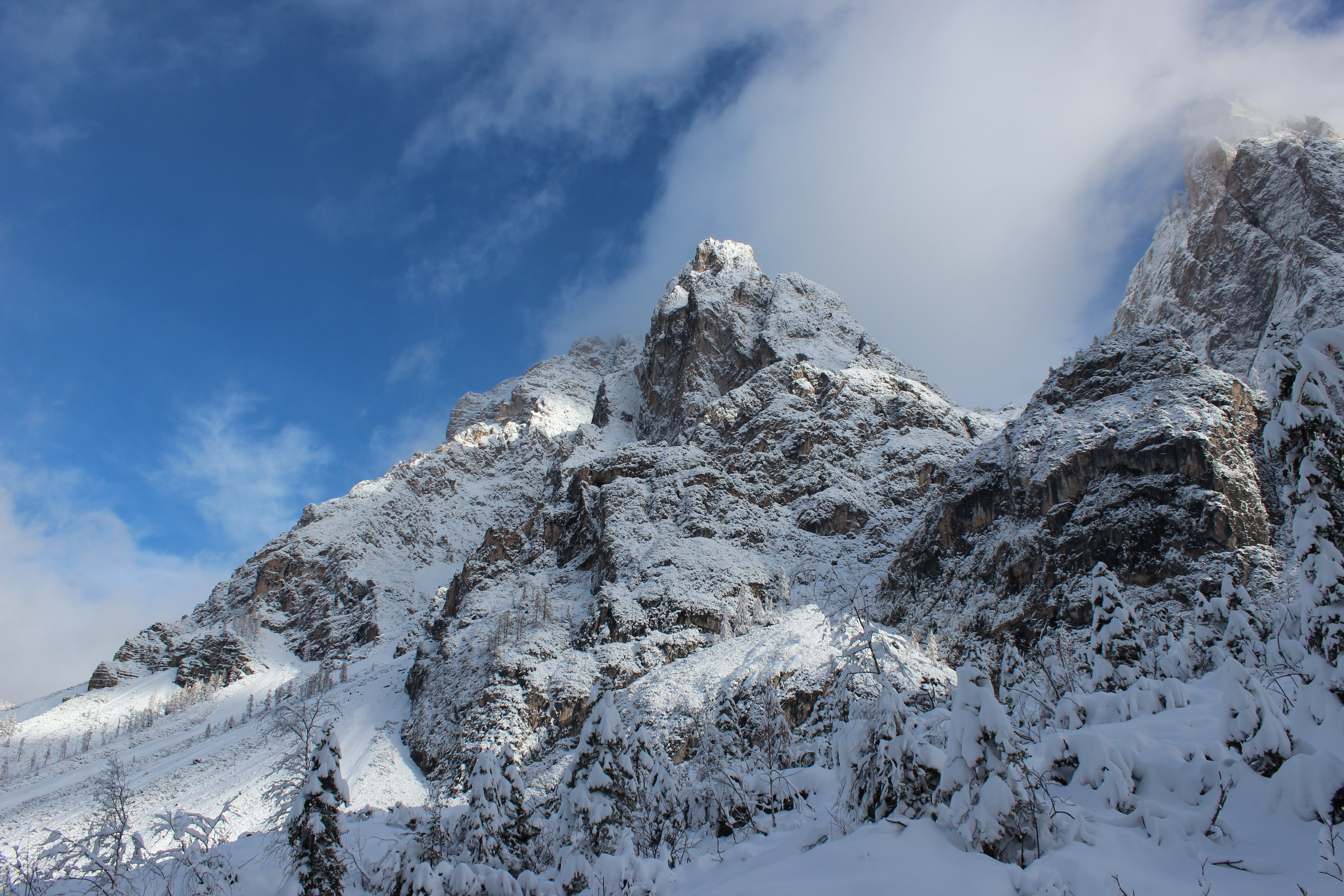
Gsellknoten
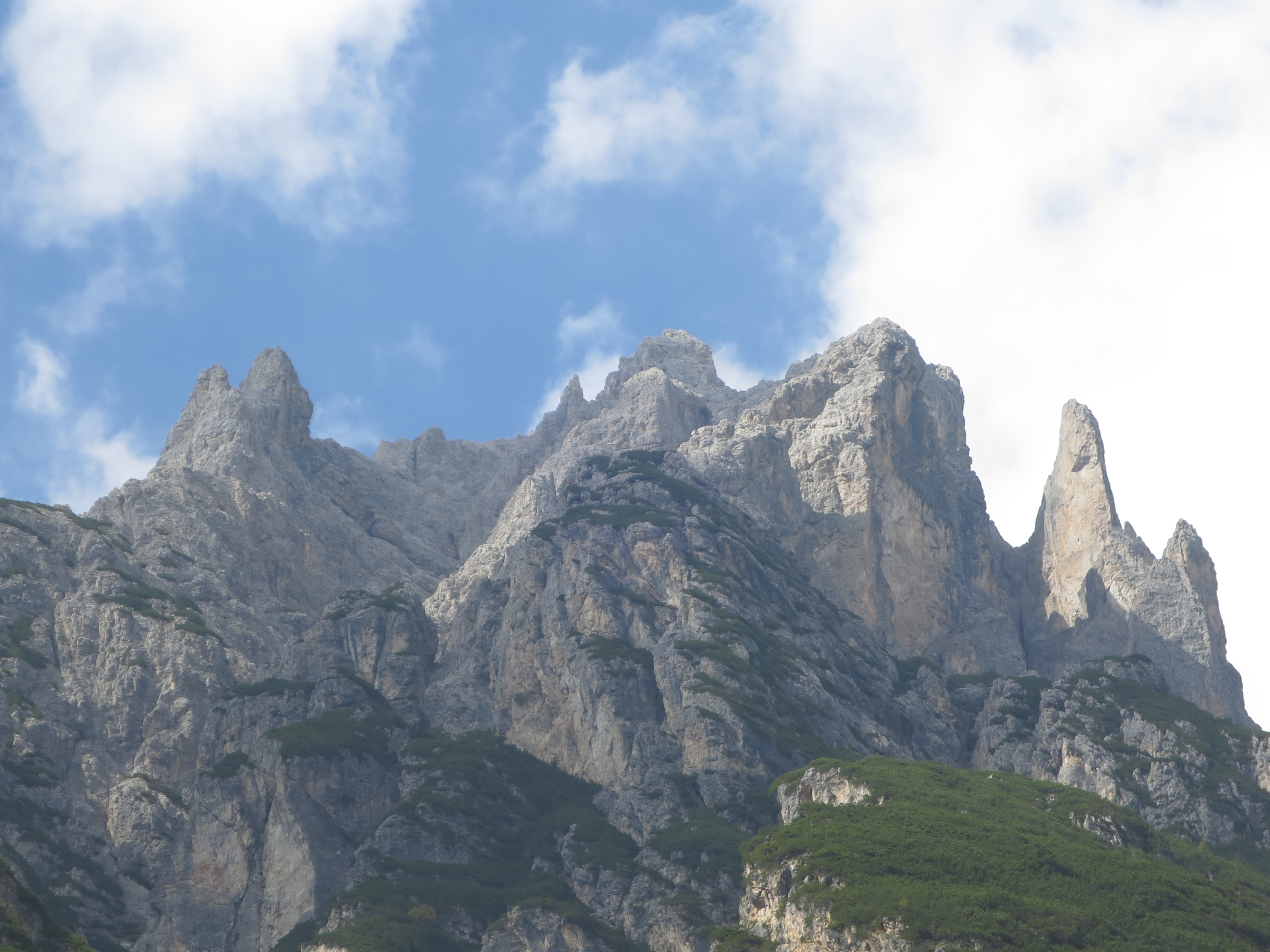
Pohled na Haunold z údolí Innerfeldtal
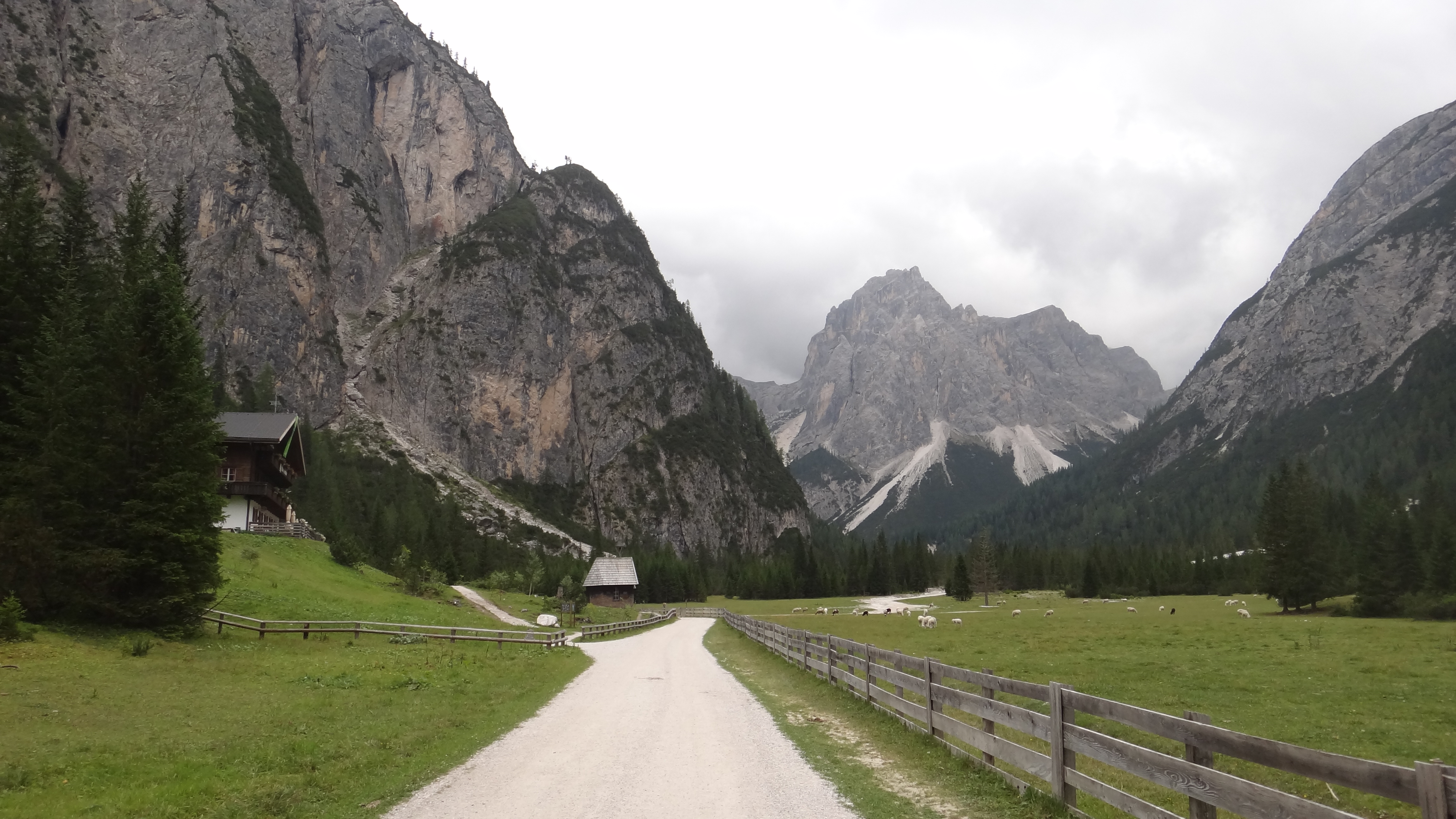
cestou od parkoviště v údolí Innerfeldtal
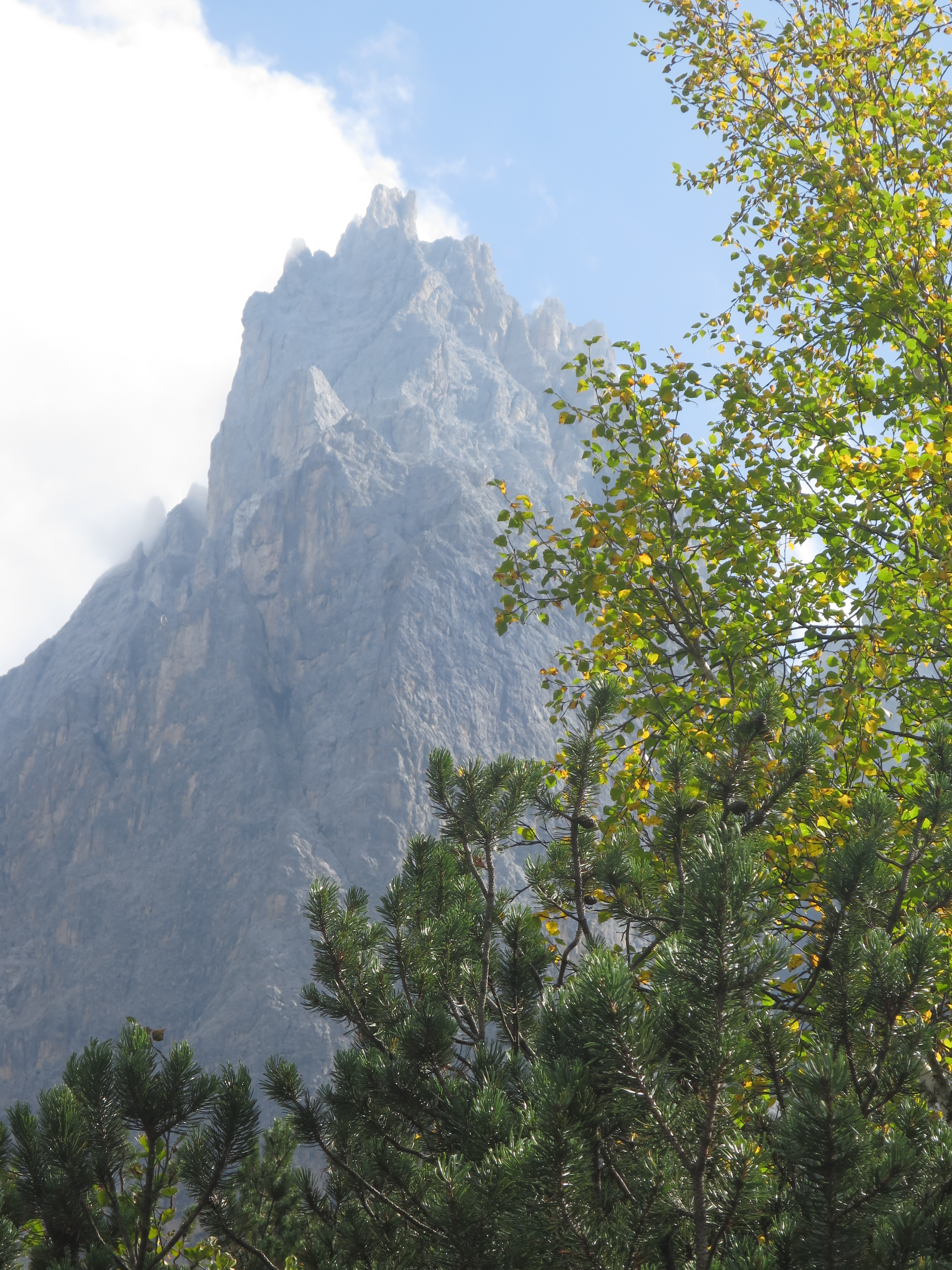
Dreischusterspitze